# Taeniura
Taeniura és un gènere de peix cartilaginós batoïdeu de la família Dasyatidae.

## Taxonomia
- Taeniura grabata - Escurçana rodona (É. Geoffroy Saint-Hilaire, 1817)
- Taeniura lymma (Forsskål, 1775)
- Taeniura meyeni (J. P. Müller i Henle, 1841)

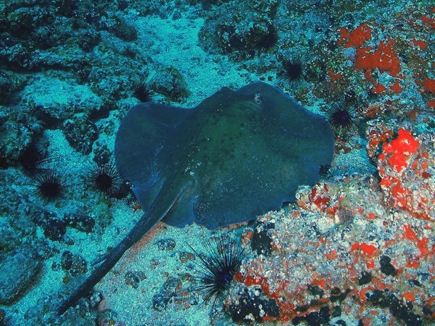
Taeniura grabata
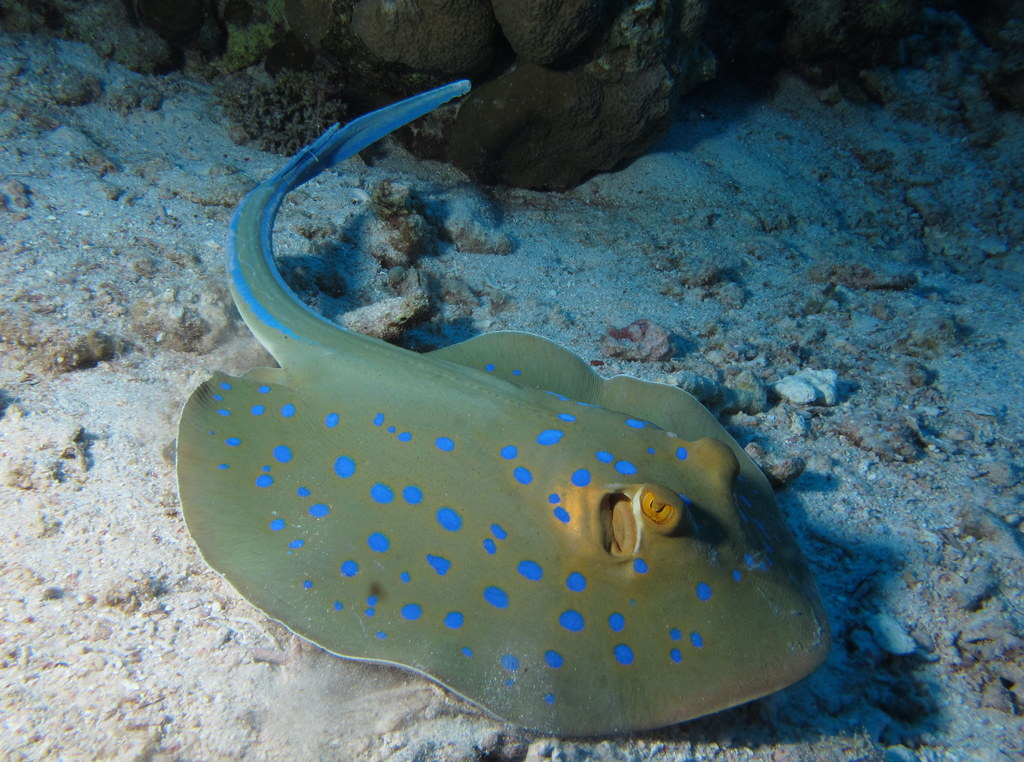
Taeniura lymma
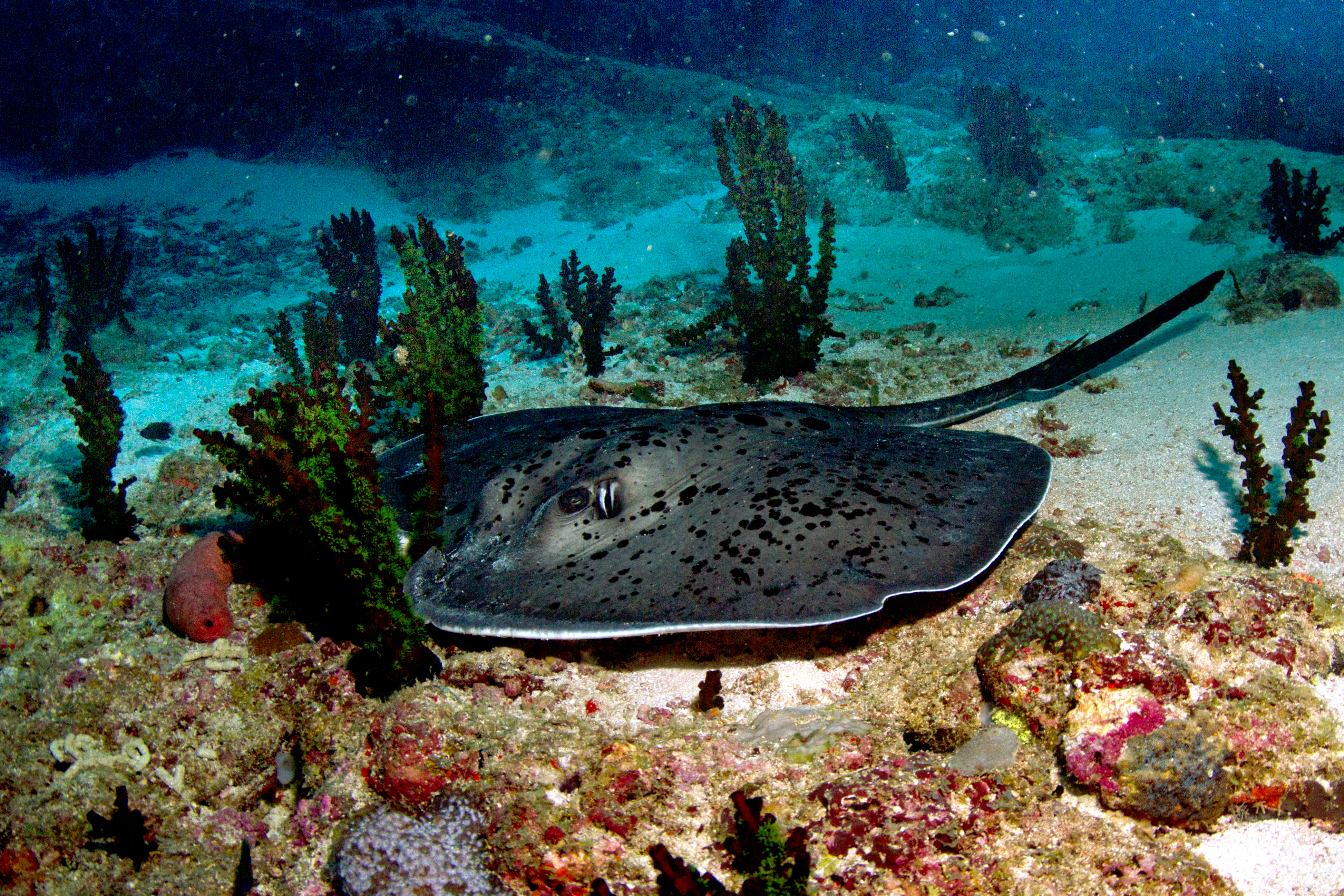
Taeniura meyeni